# Jens Mathijsen
Jens Mathijsen (* 15. August 2007 in Hamburg, Deutschland) ist ein niederländischer Fußballspieler.
Der Sohn des ehemaligen niederländischen Nationalspielers und 2010er-Vize-Weltmeisters Joris Mathijsen steht bei Willem II Tilburg unter Vertrag.

## Kindheit
Jens Mathijsen wurde in der norddeutschen Millionenmetropole Hamburg geboren und verbrachte dort seine ersten vier Lebensjahre, da sein Vater Joris zu dieser Zeit beim Hamburger SV unter Vertrag stand. Nach einem einjährigen Aufenthalt in Spanien, wo sein Vater für den FC Malaga auflief, kehrte die Familie in die Niederlande zurück, als der Vater sich Feyenoord Rotterdam anschloss.

## Karriere im Vereinsfußball

### Willem II Tilburg
Jens Mathijsen begann mit dem Fußballspielen in Goirle unweit von Tilburg bei SV VOAB, bevor er in die Akademie von Willem II Tilburg wechselte. Am 10. August 2024 gab er im Alter von 16 Jahren beim 1:1-Unentschieden bei Feyenoord Rotterdam sein Profidebüt in der Eredivisie. Willem II Tilburg war Aufsteiger in der Eredivisie und Mathijsen absolvierte fünf Einsätze. Am Ende der Saison musste der Verein in die Auf-und-Abstiegs-Play-offs und spielte im Halbfinale gegen den FC Dordrecht. Das Hinspiel in Dordrecht verlor Willem II Tilburg mit 1:2, im Rückspiel in Tilburg erzielte Jens Mathijsen in der siebten Minute den Treffer zum 2:0 und am Ende setzte sich der Verein nach Elfmeterschießen durch. Im Finale traf Willem II Tilburg auf Telstar 1963 und nach einem 2:2 im Hinspiel in Velsen und einer 1:3-Niederlage im Rückspiel in Tilburg stieg der Verein wieder in die zweite Liga ab.